# لیندهورست (نیوجرسی)
لیندهورست (به انگلیسی: Lyndhurst) شهری در ایالت نیوجرسی کشور ایالات متحده آمریکا است که جمعیت آن در سرشماری سال ۲۰۱۰ میلادی، ۲۰٬۵۵۴ نفر بوده‌است.